# Saule, Pērkons, Daugava

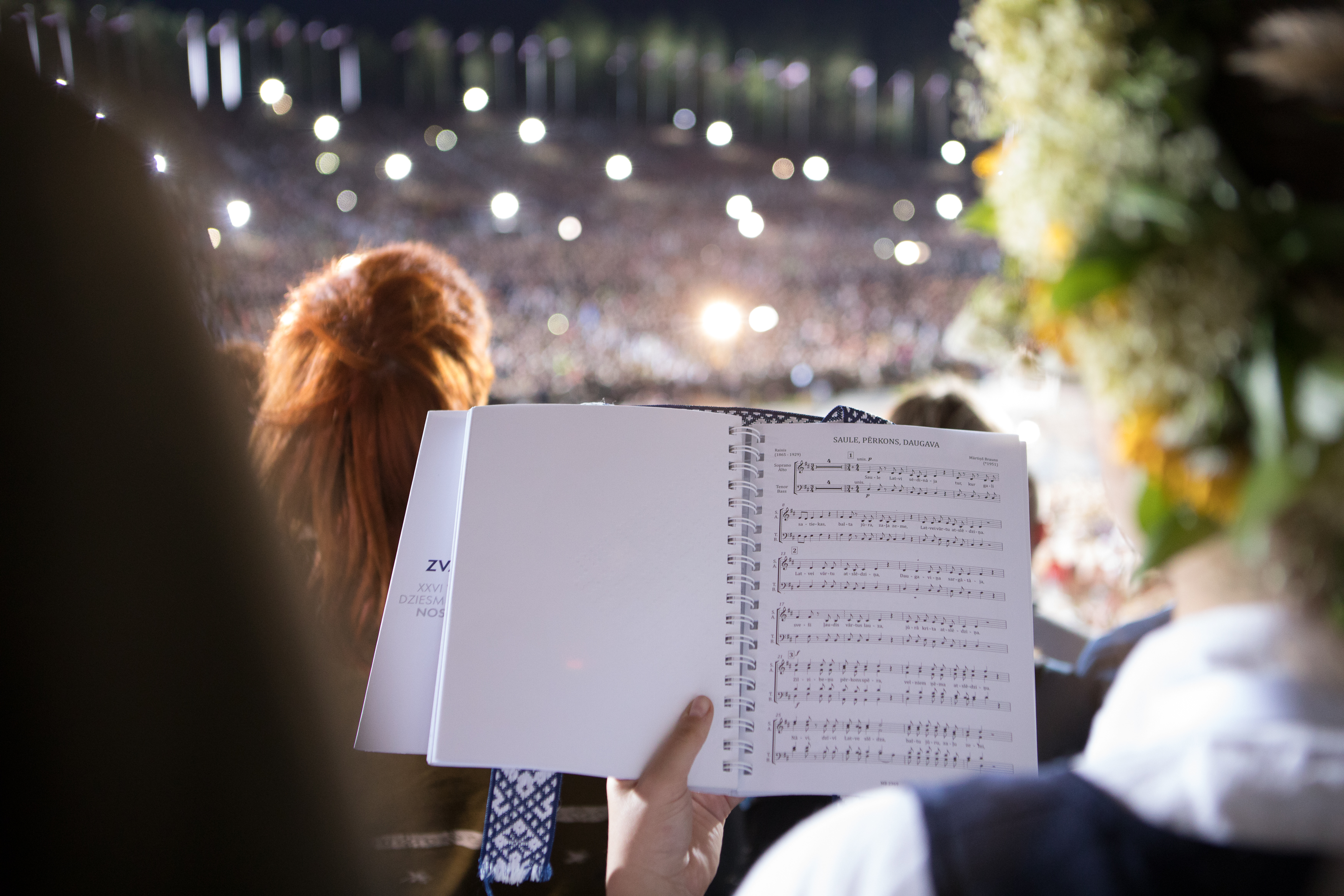
Исполнение песни на XXVI Празднике песни и танца в 2018 году

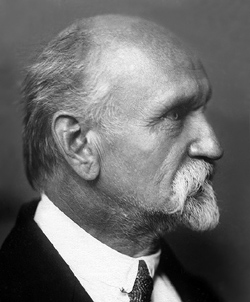
Райнис, автор поэмы «Даугава»

«Saule, Pērkons, Daugava» (рус. «Солнце, Перконс, Даугава») — латвийская патриотическая хоровая песня для смешанного хора с аккомпанементом. Слова песни является частью поэмы Райниса «Даугава» (1916). Положены на музыку в 1988 году композитором Мартиньшем Браунсом. Песня неоднократно входила в программу Праздника песни и танца.

## История
Текст из восьми строф «Saule, Pērkons, Daugava», написанный в 1916 году, является частью драматической поэмы «Даугава» латышского поэта Райниса. Поэма была издана в сентябре 1919 года, незадолго до нападения Западной добровольческой армии на Ригу и содержала требование суверенитета Латвийской Республики. Первое издание книги было раскуплено в течение двух недель. После поражения армии Бермондта в ноябре 1919 года поэма была исполнена в Национальном театре в честь первой годовщины провозглашения независимости Латвии.
Стихотворение получило распространение в 1988 году, когда композитор Мартиньш Браунс положил его текст на музыку для спектакля в Валмиерском драматическом театре, режиссёром которого был Валентинс Мацулевич. Причиной этого было то, что протесты экологов против строительства Даугавпилсской ГЭС в 1980-е годы на реке Даугаве привели к росту национального движения во второй половине 1980-х.
В 1990 году песня была впервые исполнена на молодёжном фестивале песни и танца (полностью), а затем на празднике песни и танца Латвии в сокращённой версии без пятого куплета. «Saule, Pērkons, Daugava» быстро стала музыкальным символом Поющей революции и с тех пор регулярно входит в программу фестивалей.
После восстановления независимости Латвии песня стала популярной, а в 2011 году возникло предложение сделать её государственным гимном Латвии, но не получило широкой поддержки, в том числе со стороны композитора Мартиньша Браунса.
В 2018 году «Saule, Pērkons, Daugava» была признана лучшей латвийской песней столетия в опросе от Radio SWH, в котором приняли участие 136 779 человек. В том же году песня в исполнении хора Латвийского радио была издана в музыкальном альбоме «Даугава», получившем премию «Золотой микрофон» в 2019 году.

### Образ в живописи
Во время фестиваля уличного искусства в Риге в 2014 году уличные художники Kiwie и Rudens Stencil создали на стене дома 44 по улице Таллинас мурал размером 800 м², объединяющий героев песни с орнаментом национального лиелвардского пояса.

### Каталонская версия
В 2014 году каталонская адаптация песни «Ara és l'hora» («Сейчас время») стала официальным гимном движения за независимость Каталонии. Эта версия была создана музыковедом Жауме Айятсом-и-Абейей на слова стихотворения «Meditació última» каталонского поэта Микеля Марти-и-Поля и на музыку Мартиньша Браунса по его консультации.

## Текст
Saule Latvi sēdināja

Tur, kur gali satiekas:

Balta jūra, zaļa zeme —

Latvei vārtu atslēdziņa.

Latvei vārtu atslēdziņa,

Daugavina sargātāja.

Sveši ļaudis vārtus lauza,

Jūrā krita atslēdziņa.

Zilzibeņu Pērkons sper,

Velniem nēma atslēdziņu,

Nāvi, dzīvi Latve slēgs:

Baltu jūru, zaļu zemi.

Saule Latvi sēdināja

Baltas jūras maliņā,

Vēji smiltis putināja,

Ko lai dzēra latvju bērni?

Saule lika Dieviņam

Lai tas raka Daugaviņu.

Zvēri raka, Dievinš lēja

No mākoņa dzīvūdeni.

Dzīves ūdens, nāves ūdens

Daugavā satecēja —

Es pamērcu pirksta galu,

Abus jūtu dvēselē.

Nāves ūdens, dzīves ūdens —

Abus jūtam dvēselē.

Saule mūsu māte,

Daugav' sāpju aukle,

Pērkons velna spērējs

Tas mūsu tēvs.